# Andrzej Szołdrski (kasztelan biechowski)
Andrzej Szołdrski herbu Łodzia (ur. 1645, zm. 10 czerwca 1704) – kasztelan biechowski.

## Rodzina
Syn Stanisława (zm. 1645), sędziego ziemskiego poznańskiego i Marianny z Wrzący Zajączków, pieczętującej się herbem Świnka. Poślubił Zofię Radomicką, córkę Kazimierza Władysława Radomickiego, kasztelana kaliskiego. Z małżeństwa urodził się Ludwik Bartłomiej Szołdrski, kasztelan gnieźnieński, wojewoda inowrocławski, poznański i kaliski.

## Pełnione urzędy
Od 14 lipca 1672 roku sprawował urząd kasztelana biechowskiego. Był chorążym wojsk koronnych (1683). Pochowany został w Czempiniu. 